# La leggenda del Piave
La leggenda del Piave (Legenda Piawy) – włoska pieśń patriotyczna, której muzykę i słowa napisał Giovanni Ermete Gaeta. Pieśń została napisana w 1918 roku, pod koniec I wojny światowej, opowiada ona o Bitwie nad rzeką Piawą, która miała miejsce w czerwcu 1918 roku. W latach 1943–1946 pieśń ta była hymnem Włoch.